# Everyday Is Christmas
Az Everyday Is Christmas Sia ausztrál énekes-dalszerző nyolcadik stúdióalbuma és első karácsonyi albuma, amely 2017. november 17-én jelent meg az Atlantic Records és a Monkey Puzzle gondozásában. Első Atlantic-kiadványa eredeti karácsonyi dalokat tartalmaz. Az album eredetileg tíz számmal jelent meg 2017-ben, azóta 2018-ban, 2021-ben és 2022-ben újra kiadták, minden alkalommal új bónusz számokkal. Az első kislemezdal, a Santa’s Coming for Us 2017. október 30-án jelent meg, a Snowman pedig másodikként november 9-én.

## Felvétel és kiadás
Sia 2017. augusztus 1-jén erősítette meg első karácsonyi albumának megjelenését, egyúttal bejelentette, hogy elhagyta az RCA Recordsot és az Atlantic Recordshoz szerződött. Az album lett az első kiadványa az Atlanticnál, és eredeti dalokat tartalmaz, amelyeket régi munkatársával, Greg Kurstinnel közösen írt, aki nagyban közreműködött Sia előző három stúdióalbumán: We Are Born (2010), 1000 Forms of Fear (2014) és This Is Acting (2016). Az album borítóján Sia gyakori táncos partnere, Maddie Ziegler szerepel. Az album standard verziója tíz dalból áll, amelyeknek producere Kurstin volt.

Az album felvételei 2017 májusában két héten keresztül zajlottak, és Sia és Kurstin „minden nap végén nevetgéltek”. Szeptemberben Kurstin azt mondta az albumon való közös munkáról: 

„Nem tudom, hogyan jut ilyen gyorsan dalszöveg- és dallamötletekhez. ... Ő írta ezeket az új karácsonyi történeteket. ... Én még mindig eléggé új vagyok ebben a karácsonyi dologban. ... [Ez] visszarepített abba az időbe, amikor a jazz akkordváltásokkal foglalkoztunk. Van néhány igazán szórakoztató gyors tempójú karácsonyi dal, aztán van néhány Sia-ballada is.”

Az album 2017. november 17-én jelent meg. Japánban egy exkluzív hazai bónusz számot is mellékeltek a CD-hez My Old Santa Claus címmel. A dal később felkerült az album 2018 novemberében megjelent deluxe kiadására, a Sing for My Life és Perry Como Round and Round című dalának feldolgozásával együtt. Az Egyesült Államokban a deluxe kiadású CD-t Target-exkluzívként adták ki.
2021. november 5-én egy másik deluxe kiadás is megjelent. A Snowman Deluxe Edition alcímet viselte, és három bónusz számot tartalmazott, a 2018-as deluxe kiadáson szereplőkön kívül: a Pin Drop, a Santa Visits Everyone, és a Snowman (Slowed Down & Snowed In TikTok Remix). 2022. november 11-én a Snowman Deluxe Editiont négy további számmal kiegészítve adták ki újra: a Naughty & Nice, 12 Nights, 3 Minutes ’Til New Years, és a Snowman felgyorsított változata. A 2 Minutes ’Til New Years 2022. december 30-án felkerült az album egy újabb digitális újrakiadására.

## Népszerűsítés
A Santa’s Coming for Us című kislemez 2017. október 30-án jelent meg, az album előrendelési lehetőségével együtt. A dalhoz készült videóklip november 22-én jelent meg, amelyben Kristen Bell egy karácsonyi partit rendez. A dal a Billboard Holiday Digital Song Sales listáján a 9., az Adult Contemporary listán az 1., a Holiday Top 100 listán pedig az 51. helyet érte el. Az Egyesült Királyságban a 39. helyen végzett, Skóciában pedig a 70. helyen debütált.
A 2017. november 9-én megjelent Snowman a Holiday Digital Song Sales charton a 3. helyezést érte el. További dalok is felkerültek a Holiday Digital Song Sales chartra, a Candy Cane Lane a 13., az Everyday Is Christmas pedig a 28. helyen szerepelt. Sia megjelent az Ellenben (Maddie Zieglerrel), és a The Voice-ban, hogy előadja a Snowman-t. A Snowman című dalhoz készült videóklipet Lior Molcho rendezte és 2020. október 30-án mutatták be.

## A kritikusok értékelései
A Metacritic-en, amely 100-as skálán értékeli a mainstream kiadványokat a kritikusok véleményei alapján, az album 6 kritika alapján 59-es átlagpontszámot kapott, ami „vegyes vagy közepes értékelést” jelent.
Katherine St. Asaph a Pitchforktól azt írta, hogy az Everyday Is Christmas, mint album, „következetlen és rosszul megírt”, és úgy fogalmazott, mintha „egy olyan ajándékot nyitnánk ki, amiről valaki elfelejtette eltávolítani a címkéket”. Asaph a produkciót „homályosan ünnepi” jellegűnek írta le, és kritizálta a Snowman és a Snowflake elhelyezését a tracklistában, tekintve, hogy mindkettő ugyanazt a metaforát használja. Allan Raible az ABC News-tól viszont dicsérte a lemezt, megjegyezve, hogy Sia azoknak tervezte az albumot, „akiket kikapcsolnak” az ünnepi klasszikusok. Annabel Ross a Rolling Stone Australia-tól úgy kommentálta, hogy bár Sia „remek munkát” végzett volna a klasszikusok feldolgozásában, az ő és Kurstin eredeti dalaival „nehéz volt túlságosan elkanyarodni”.

## Kereskedelmi teljesítmény
Az album a Billboard 200-as listán a 27. helyen debütált, 19 000 album-egyenértékű egységet értékesítve, amelyből 15 000 volt a tiszta albumeladás.

## Az albumon szereplő dalok listája
Az összes dal szerzője Sia Furler és Greg Kurstin, producere Kurstin, kivéve ahol más szerepel. 
| Everyday Is Christmas dallista | Everyday Is Christmas dallista  | Everyday Is Christmas dallista | Everyday Is Christmas dallista | Everyday Is Christmas dallista | Everyday Is Christmas dallista | Everyday Is Christmas dallista | Everyday Is Christmas dallista | Everyday Is Christmas dallista | Everyday Is Christmas dallista |
|                                | Cím                             | Hossz                          |                                |                                |                                |                                |                                |                                |                                |
| ------------------------------ | ------------------------------- | ------------------------------ | ------------------------------ | ------------------------------ | ------------------------------ | ------------------------------ | ------------------------------ | ------------------------------ | ------------------------------ |
| 1.                             | Santa’s Coming for Us           | 3:26                           |                                |                                |                                |                                |                                |                                |                                |
| 2.                             | Candy Cane Lane                 | 3:32                           |                                |                                |                                |                                |                                |                                |                                |
| 3.                             | Snowman                         | 2:45                           |                                |                                |                                |                                |                                |                                |                                |
| 4.                             | Snowflake                       | 4:02                           |                                |                                |                                |                                |                                |                                |                                |
| 5.                             | Ho Ho Ho                        | 3:25                           |                                |                                |                                |                                |                                |                                |                                |
| 6.                             | Puppies Are Forever             | 3:43                           |                                |                                |                                |                                |                                |                                |                                |
| 7.                             | Sunshine                        | 3:25                           |                                |                                |                                |                                |                                |                                |                                |
| 8.                             | Underneath the Mistletoe        | 3:50                           |                                |                                |                                |                                |                                |                                |                                |
| 9.                             | Everyday Is Christmas           | 3:23                           |                                |                                |                                |                                |                                |                                |                                |
| 10.                            | Underneath the Christmas Lights | 3:36                           |                                |                                |                                |                                |                                |                                |                                |
| 35:07                          |                                 |                                |                                |                                |                                |                                |                                |                                |                                |

| Japán kiadás bónusz szám | Japán kiadás bónusz szám | Japán kiadás bónusz szám | Japán kiadás bónusz szám | Japán kiadás bónusz szám | Japán kiadás bónusz szám | Japán kiadás bónusz szám | Japán kiadás bónusz szám | Japán kiadás bónusz szám | Japán kiadás bónusz szám |
|                          | Cím                      | Hossz                    |                          |                          |                          |                          |                          |                          |                          |
| ------------------------ | ------------------------ | ------------------------ | ------------------------ | ------------------------ | ------------------------ | ------------------------ | ------------------------ | ------------------------ | ------------------------ |
| 11.                      | My Old Santa Claus       | 3:24                     |                          |                          |                          |                          |                          |                          |                          |
| 38:31                    |                          |                          |                          |                          |                          |                          |                          |                          |                          |

| Deluxe kiadás bónusz számok (2018) | Deluxe kiadás bónusz számok (2018) | Deluxe kiadás bónusz számok (2018) | Deluxe kiadás bónusz számok (2018) | Deluxe kiadás bónusz számok (2018) | Deluxe kiadás bónusz számok (2018) | Deluxe kiadás bónusz számok (2018) | Deluxe kiadás bónusz számok (2018) | Deluxe kiadás bónusz számok (2018) | Deluxe kiadás bónusz számok (2018) |
|                                    | Cím                                | Szerző(k)                          | Hossz                              |                                    |                                    |                                    |                                    |                                    |                                    |
| ---------------------------------- | ---------------------------------- | ---------------------------------- | ---------------------------------- | ---------------------------------- | ---------------------------------- | ---------------------------------- | ---------------------------------- | ---------------------------------- | ---------------------------------- |
| 11.                                | Round and Round                    | Joe Shapiro Lou Stallman           | 2:29                               |                                    |                                    |                                    |                                    |                                    |                                    |
| 12.                                | Sing for My Life                   |                                    | 3:44                               |                                    |                                    |                                    |                                    |                                    |                                    |
| 13.                                | My Old Santa Claus                 |                                    | 3:24                               |                                    |                                    |                                    |                                    |                                    |                                    |
| 44:44                              |                                    |                                    |                                    |                                    |                                    |                                    |                                    |                                    |                                    |

| Snowman deluxe kiadás bónusz számok (2021) | Snowman deluxe kiadás bónusz számok (2021) | Snowman deluxe kiadás bónusz számok (2021) | Snowman deluxe kiadás bónusz számok (2021) | Snowman deluxe kiadás bónusz számok (2021) | Snowman deluxe kiadás bónusz számok (2021) | Snowman deluxe kiadás bónusz számok (2021) | Snowman deluxe kiadás bónusz számok (2021) | Snowman deluxe kiadás bónusz számok (2021) | Snowman deluxe kiadás bónusz számok (2021) |
|                                            | Cím                                        | Szerző(k)                                  | Producer(ek)                               | Hossz                                      |                                            |                                            |                                            |                                            |                                            |
| ------------------------------------------ | ------------------------------------------ | ------------------------------------------ | ------------------------------------------ | ------------------------------------------ | ------------------------------------------ | ------------------------------------------ | ------------------------------------------ | ------------------------------------------ | ------------------------------------------ |
| 11.                                        | Round and Round                            | Shapiro Stallman                           |                                            | 2:29                                       |                                            |                                            |                                            |                                            |                                            |
| 12.                                        | Sing for My Life                           |                                            |                                            | 3:44                                       |                                            |                                            |                                            |                                            |                                            |
| 13.                                        | My Old Santa Claus                         |                                            |                                            | 3:24                                       |                                            |                                            |                                            |                                            |                                            |
| 14.                                        | Pin Drop                                   | Furler Jesse Shatkin                       | Shatkin                                    | 3:59                                       |                                            |                                            |                                            |                                            |                                            |
| 15.                                        | Santa Visits Everyone                      | Furler Shatkin                             | Shatkin                                    | 3:08                                       |                                            |                                            |                                            |                                            |                                            |
| 16.                                        | Snowman (Slowed Down & Snowed In Remix)    |                                            |                                            | 3:01                                       |                                            |                                            |                                            |                                            |                                            |
| 54:52                                      |                                            |                                            |                                            |                                            |                                            |                                            |                                            |                                            |                                            |

| Snowman deluxe kiadás bónusz számok (2022. november 11.) | Snowman deluxe kiadás bónusz számok (2022. november 11.) | Snowman deluxe kiadás bónusz számok (2022. november 11.) | Snowman deluxe kiadás bónusz számok (2022. november 11.) | Snowman deluxe kiadás bónusz számok (2022. november 11.) | Snowman deluxe kiadás bónusz számok (2022. november 11.) | Snowman deluxe kiadás bónusz számok (2022. november 11.) | Snowman deluxe kiadás bónusz számok (2022. november 11.) | Snowman deluxe kiadás bónusz számok (2022. november 11.) | Snowman deluxe kiadás bónusz számok (2022. november 11.) |
|                                                          | Cím                                                      | Szerző(k)                                                | Producer(ek)                                             | Hossz                                                    |                                                          |                                                          |                                                          |                                                          |                                                          |
| -------------------------------------------------------- | -------------------------------------------------------- | -------------------------------------------------------- | -------------------------------------------------------- | -------------------------------------------------------- | -------------------------------------------------------- | -------------------------------------------------------- | -------------------------------------------------------- | -------------------------------------------------------- | -------------------------------------------------------- |
| 11.                                                      | Round and Round                                          | Shapiro Stallman                                         |                                                          | 2:29                                                     |                                                          |                                                          |                                                          |                                                          |                                                          |
| 12.                                                      | Sing for My Life                                         |                                                          |                                                          | 3:44                                                     |                                                          |                                                          |                                                          |                                                          |                                                          |
| 13.                                                      | My Old Santa Claus                                       |                                                          |                                                          | 3:24                                                     |                                                          |                                                          |                                                          |                                                          |                                                          |
| 14.                                                      | Pin Drop                                                 | Furler Shatkin                                           |                                                          | 3:59                                                     |                                                          |                                                          |                                                          |                                                          |                                                          |
| 15.                                                      | Santa Visits Everyone                                    | Furler Shatkin                                           | Shatkin                                                  | 3:08                                                     |                                                          |                                                          |                                                          |                                                          |                                                          |
| 16.                                                      | Naughty & Nice                                           | Furler Shatkin                                           | Shatkin                                                  | 2:10                                                     |                                                          |                                                          |                                                          |                                                          |                                                          |
| 17.                                                      | 12 Nights                                                | Furler Shatkin Erick Serna                               | Shatkin                                                  | 4:07                                                     |                                                          |                                                          |                                                          |                                                          |                                                          |
| 18.                                                      | 3 Minutes ’Til New Years                                 | Furler Shatkin Serna                                     | Shatkin                                                  | 3:41                                                     |                                                          |                                                          |                                                          |                                                          |                                                          |
| 19.                                                      | Snowman (Slowed Down)                                    |                                                          | Kurstin Scott Chesak                                     | 3:01                                                     |                                                          |                                                          |                                                          |                                                          |                                                          |
| 20.                                                      | Snowman (Sped Up)                                        |                                                          |                                                          | 2:17                                                     |                                                          |                                                          |                                                          |                                                          |                                                          |
| 1:07:05                                                  |                                                          |                                                          |                                                          |                                                          |                                                          |                                                          |                                                          |                                                          |                                                          |

| Snowman deluxe kiadás bónusz számok (2022. december 30.) | Snowman deluxe kiadás bónusz számok (2022. december 30.) | Snowman deluxe kiadás bónusz számok (2022. december 30.) | Snowman deluxe kiadás bónusz számok (2022. december 30.) | Snowman deluxe kiadás bónusz számok (2022. december 30.) | Snowman deluxe kiadás bónusz számok (2022. december 30.) | Snowman deluxe kiadás bónusz számok (2022. december 30.) | Snowman deluxe kiadás bónusz számok (2022. december 30.) | Snowman deluxe kiadás bónusz számok (2022. december 30.) | Snowman deluxe kiadás bónusz számok (2022. december 30.) |
|                                                          | Cím                                                      | Szerző(k)                                                | Producer(ek)                                             | Hossz                                                    |                                                          |                                                          |                                                          |                                                          |                                                          |
| -------------------------------------------------------- | -------------------------------------------------------- | -------------------------------------------------------- | -------------------------------------------------------- | -------------------------------------------------------- | -------------------------------------------------------- | -------------------------------------------------------- | -------------------------------------------------------- | -------------------------------------------------------- | -------------------------------------------------------- |
| 11.                                                      | Round and Round                                          | Shapiro Stallman                                         |                                                          | 2:29                                                     |                                                          |                                                          |                                                          |                                                          |                                                          |
| 12.                                                      | Sing for My Life                                         |                                                          |                                                          | 3:44                                                     |                                                          |                                                          |                                                          |                                                          |                                                          |
| 13.                                                      | My Old Santa Claus                                       |                                                          |                                                          | 3:24                                                     |                                                          |                                                          |                                                          |                                                          |                                                          |
| 14.                                                      | Pin Drop                                                 | Furler Shatkin                                           |                                                          | 3:59                                                     |                                                          |                                                          |                                                          |                                                          |                                                          |
| 15.                                                      | Santa Visits Everyone                                    | Furler Shatkin                                           | Shatkin                                                  | 3:08                                                     |                                                          |                                                          |                                                          |                                                          |                                                          |
| 16.                                                      | Naughty & Nice                                           | Furler Shatkin                                           | Shatkin                                                  | 2:10                                                     |                                                          |                                                          |                                                          |                                                          |                                                          |
| 17.                                                      | 12 Nights                                                | Furler Shatkin Serna                                     | Shatkin                                                  | 4:07                                                     |                                                          |                                                          |                                                          |                                                          |                                                          |
| 18.                                                      | 3 Minutes ’Til New Years                                 | Furler Shatkin Serna                                     | Shatkin                                                  | 3:41                                                     |                                                          |                                                          |                                                          |                                                          |                                                          |
| 19.                                                      | 2 Minutes ’Til New Years                                 | Furler Shatkin Serna                                     | Shatkin                                                  | 2:41                                                     |                                                          |                                                          |                                                          |                                                          |                                                          |
| 20.                                                      | Snowman (Slowed Down)                                    |                                                          | Kurstin Scott Chesak                                     | 3:01                                                     |                                                          |                                                          |                                                          |                                                          |                                                          |
| 21.                                                      | Snowman (Sped Up)                                        |                                                          |                                                          | 2:17                                                     |                                                          |                                                          |                                                          |                                                          |                                                          |
| 1:10:05                                                  |                                                          |                                                          |                                                          |                                                          |                                                          |                                                          |                                                          |                                                          |                                                          |

## Közreműködők
Közreműködők listája a Everyday Is Christmas albumfüzete alapján.
- Sia – dalszerzés, vokál, koncepció, művészi rendezés
- Greg Kurstin – dalszerzés, producer, basszusgitár, dobok (1–9, 11–13), billentyűs hangszerek (1–9, 11–13), zongora (1–5, 8–13), gitár (1, 2, 5–7, 9, 11), ütős hangszerek (2, 6, 7, 11, 13), orgona (2), vibrafon (2, 12–13), harmónium (5), Mellotron (6, 9, 10, 13), cseleszta (4, 7, 8, 12), fütyülés (7), bariton gitár (8), harangjáték (8, 13), hangmérnök
- David Ralicke – trombita, harsona, bariton szaxofon, basszus szaxofon (1, 5), tenor szaxofon (1), Mellofon, Eufónium, szoprán szaxofon (5)
- Alex Pasco – hangmérnök
- Julian Burg – hangmérnök
- Serban Ghenea – hangkeverés
- John Hanes – hangmérnök
- RJ Shaughnessy – fotózás
- Tonya Brewer – glam
- Samantha Burkhart – ruházat
- Leigh Poindexter – művészi rendezés
- Virgilio Tzaj – design

## Helyezés
| Lista (2017–2024)                             | Legjobb helyezés |
| --------------------------------------------- | ---------------- |
| Ausztrália (ARIA Top 50 Albums)               | 7                |
| Ausztria (Ö3 Austria Top 40)                  | 14               |
| Belgium (Ultratop Flandria)                   | 33               |
| Belgium (Ultratop Vallónia)                   | 29               |
| Csehország (ČNS IFPI Albums Top 100)          | 23               |
| Dánia (Hitlisten Album Top 40)                | 6                |
| Dél-Korea (GAON Top 100 Album)                | 80               |
| Dél-Korea (GAON Top 100 Album nemzetközi)     | 6                |
| Egyesült Királyság (Scottish Albums)          | 40               |
| Egyesült Királyság (UK Albums Chart)          | 39               |
| Észtország (Eesti Tipp-40)                    | 9                |
| Finnország (Musiikkituottajat Albumit Top 50) | 2                |
| Franciaország (SNEP Album Top 100)            | 47               |
| Hollandia (Dutch Charts Album Top 100)        | 3                |
| Írország (IRMA Top 100 Artist Album)          | 44               |
| Izland (Tónlistinn)                           | 17               |
| Japán (Oricon)                                | 69               |
| Kanada (Billboard Canadian Albums Chart)      | 8                |
| Lengyelország (ZPAV Album Top 50)             | 15               |
| Litvánia (AGATA)                              | 4                |
| Magyarország (MAHASZ Top 40 albumlista)       | 4                |
| Németország (Offizielle Top 100)              | 4                |
| Norvégia (VG-lista Album Top 40)              | 2                |
| Olaszország (FIMI)                            | 23               |
| Spanyolország (PROMUSICAE Top 100 Álbumes)    | 30               |
| Svájc (Schweizer Hitparade Top 100 Albums)    | 7                |
| Svédország (Sverigetopplistan Top 60 Albums)  | 7                |
| Szlovákia (ČNS IFPI)                          | 33               |
| Új-Zéland (Recorded Music NZ Top 40 Albums)   | 22               |
| USA Billboard 200                             | 27               |
| USA Top Holiday Albums (Billboard)            | 3                |

| Lista (2017)                    | Helyezés |
| ------------------------------- | -------- |
| Ausztrál Előadók Albumai (ARIA) | 39       |
| Belgium (Ultratop Wallonia)     | 176      |

| Helyezés (2023)       | Helyezés |
| --------------------- | -------- |
| Magyarország (MAHASZ) | 80       |

## Minősítések és eladási adatok
| Régió                                                            | Minősítés | Eladott példányszám |
| ---------------------------------------------------------------- | --------- | ------------------- |
| Dánia (IFPI Denmark)                                             | platina   | 20 000‡             |
| Egyesült Királyság (BPI)                                         | ezüst     | 60 000‡             |
| Franciaország (SNEP)                                             | arany     | 50 000‡             |
| Kanada (Music Canada)                                            | arany     | 40 000‡             |
| ‡ Eladási+streaming példányszámok kizárólag a minősítés alapján. |           |                     |

## Fordítás
Ez a szócikk részben vagy egészben  az   Everyday Is Christmas (album) című angol Wikipédia-szócikk fordításán alapul.  Az eredeti cikk szerkesztőit annak laptörténete sorolja fel. Ez a jelzés csupán a megfogalmazás eredetét és a szerzői jogokat jelzi, nem szolgál a cikkben szereplő információk forrásmegjelöléseként.